# Molibdopterin
A molibdopterinek (más néven: MPT vagy piranopterin-ditiolát) a legtöbb molibdén- és minden volfrámtartalmú enzim kofaktora. A molibdopterin nem tartalmaz molibdént, ez a hozzá kapcsolódó pterinligandum. A molibdén-molibdopterin komplexet általában molibdénkofaktornak (Moco) nevezik.
A molibdopterin egy piranopterinből (pirán és pterin kondenzált gyűrűje) áll. A piránon 2 tiolát van, ezek a molibdén- és volfrámtartalmú enzimek ligandumai. Néha az alkil-foszfát helyén alkil-difoszfát van. Molibdopterint tartalmazó enzimek például a xantin-oxidáz, a dimetil-szulfoxid-reduktáz, a szulfit-oxidáz és a nitrát-reduktáz.
Csak a nitrogenázokban (nitrogénkötő enzimek) van jelen molibdén molibdopterin nélkül. Ezek eltérő típusú molibdéntartalmú vas-kén központot tartalmaznak.

## Bioszintézis
Sok más kofaktorral ellentétben a molibdénkofaktor (Moco) táplálékból nem vehető fel, így de novo bioszintézist igényel. Ez 4 lépésben történik:
1. guanozin-trifoszfát gyökmediált ciklizációja (8S)‑3',8‐ciklo‑7,8‑dihidroguanozin-5'-trifoszfáttá (3',8‑cH2GTP)
2. ciklikus piranopterin-monofoszfát (cPMP) keletkezése 3',8‑cH2GTP-ből
3. cPMP alakítása molibdopterinné (MPT)
4. molibdát MPT-be helyezésével létrejön a Moco[3][4]

Két enzimmediált reakcióval alakul át a guanozin-trifoszfát gyűrűs piranopterin-foszfáttá. Ezek egyike gyök-SAM, melyet gyakran C–X kötések képzéséhez kapcsolnak (X = S, N). E köztitermék 3 további enzimmel alakul molibdopterinné. Ekkor énditiolát keletkezik, de a kén szubsztituensei ismeretlenek. A ként a ciszteinil-perszulfid a vas-kén fehérjékhez hasonlóan szállítja. A monofoszfát adenilációja (ADP-hez kapcsolása) aktiválja a Mo- vagy W-kötő kofaktort. E fémek oxianionként (molibdát, illetve volframát) kerülnek be.
Egyes enzimekben, például a xantin-oxidázban a fém egy molibdopterinhez kapcsolódik, másokban, például a dimetil-szulfoxid-reduktázban két molibdopterin kofaktorhoz.
A molibdopterint tartalmazó enzimek aktív helyeinek modelljei ditiolén ligandumokon alapulnak.

## Volfrámszármazékok
Egyes bakteriális oxidoreduktázok a molibdénhez hasonlóan használnak volfrámot volfrám-pterin komplexben. Így a molibdopterin molibdén- és volfrámkomplexet is alkothat. A volfrámtartalmú enzimek a szabad karbonsavakat aldehidekké redukálja.
Az első volfrámtartalmú enzim szelént is igényel (de pontos formája ismeretlen). Itt a W–Se pár egyes Moco-t igénylő enzimek Mo–S párjával analóg. Bár egy volfrámtartalmú bakteriális xantin-dehidrogenázról kiderült, hogy W–molibdopterint és nem fehérjéhez kapcyolósó szelént tartalmaz (tehát nem szelenociszteint vagy szelenometionint), még nem ismert W–Se molibdopterinkomplex.

## Molibdopterintartalmú enzimek
A molibdopterin kofaktort vagy prosztetikus csoportot tartalmazó enzimek alább szerepelnek. A molibdopterin:
- a xantin-oxidáz, a DMSO-reduktáz, a szulfit-oxidáz, a nitrát-reduktáz, az etilbenzol-dehidrogenáz, a glicerinaldehid-3-foszfát ferredoxin-oxidoreduktáz, a légzési arzenátreduktáz, a szén-monoxid-dehidrogenáz és az aldehid-oxidáz kofaktora.
- a formiát-dehidrogenáz, a purin-hidroxiláz és a tioszulfát-reduktáz prosztetikus csoportja.

## Fordítás
Ez a szócikk részben vagy egészben  a   Molybdopterin című angol Wikipédia-szócikk ezen változatának fordításán alapul.  Az eredeti cikk szerkesztőit annak laptörténete sorolja fel. Ez a jelzés csupán a megfogalmazás eredetét és a szerzői jogokat jelzi, nem szolgál a cikkben szereplő információk forrásmegjelöléseként.